# 루이제 울리케 폰 프로이센
루이제 울리케 폰 프로이센(독일어: Luise Ulrike von Preußen, 스웨덴어: Lovisa Ulrika av Preussen 로비사 울리카 아브 프레우센[*], 1720년 7월 24일 ~ 1782년 7월 16일)은 프로이센 왕국의 왕녀이자 스웨덴의 아돌프 프레드리크 국왕의 왕비(재위: 1751년 3월 25일 ~ 1771년 2월 12일)이다.

## 생애
프로이센 왕국의 지배를 받고 있던 베를린에서 프리드리히 빌헬름 1세 국왕과 조피 도로테아 폰 하노버 왕녀의 딸로 태어났다. 그의 오빠로는 프로이센 왕국의 부국강병을 이끈 프리드리히 2세가 있다. 울리카라는 이름은 스웨덴의 울리카 엘레오노라 여왕에서 따온 이름이다.
1743년에 스웨덴에서는 자녀가 없던 프레데리크 1세 국왕의 뒤를 이을 왕위 계승자를 영입하려는 계획이 진행되고 있었다. 스웨덴 의회는 고심 끝에 러시아 제국의 지원을 통해 홀슈타인고트로프 가 출신의 아돌프 프레드리크를 스웨덴의 왕위 계승자로 임명하게 된다.
루이제 울리케는 1744년 7월 17일에 프로이센 베를린에서 아돌프 프레드리크와 결혼했다. 1744년 7월 18일에는 스웨덴의 프레드리크 1세 국왕이 스톡홀름에 위치한 드로트닝홀름궁에서 루이제 울리케와 아돌프 프레드리크 부부의 결혼을 환영하는 행사를 거행했다. 루이제 울리케는 아돌프 프레드리크와의 사이에서 5명의 자녀를 출산했는데 그의 아들인 구스타브 3세, 칼 13세는 스웨덴의 국왕으로 즉위하게 된다.
1751년 3월 25일에 아돌프 프레드리크가 스웨덴의 국왕으로 즉위하면서 루이제 울리케도 스웨덴의 왕비로 즉위하게 된다. 하지만 루이제 울리케는 의회가 주도권을 갖고 있던 스웨덴의 현실에 불만을 갖고 있었다. 또한 루이제 울리케는 남편에게 계몽군주로서의 이상을 요구했지만 선량하면서도 군주로서의 위엄이 결여된 아돌프 프레드리크 국왕에게는 달성하기 어려운 구상이었다. 이 때문에 루이제 울리케는 부부 생활에 대한 주도권도 쥐게 된다.
1757년에는 스웨덴이 7년 전쟁에서 프로이센에 선전포고를 했는데 이는 프로이센이 대북방 전쟁에서 획득한 스웨덴령 포메라니아의 탈환을 위하여 이루어진 계획이었다. 그러나 스웨덴은 7년 전쟁에서 프로이센의 연이은 공세로 인해 패전을 거듭했다. 결국 루이제 울리케는 1762년에 프로이센과의 평화 조약을 체결하게 된다.
1771년 2월 12일에 아돌프 프레드리크 국왕이 사망하면서 루이제 울리케의 아들인 구스타프 3세가 스웨덴의 국왕으로 즉위하게 된다. 구스타프 3세 국왕은 1772년에 쿠데타를 일으키면서 귀족들을 축출시키고 스웨덴의 새로운 헌법을 제정하게 된다. 1782년 7월 16일에 스바르트셰궁에서 사망했으며 그의 유해는 스톡홀름에 위치한 리다르홀멘 교회에 매장되었다.

## 사진

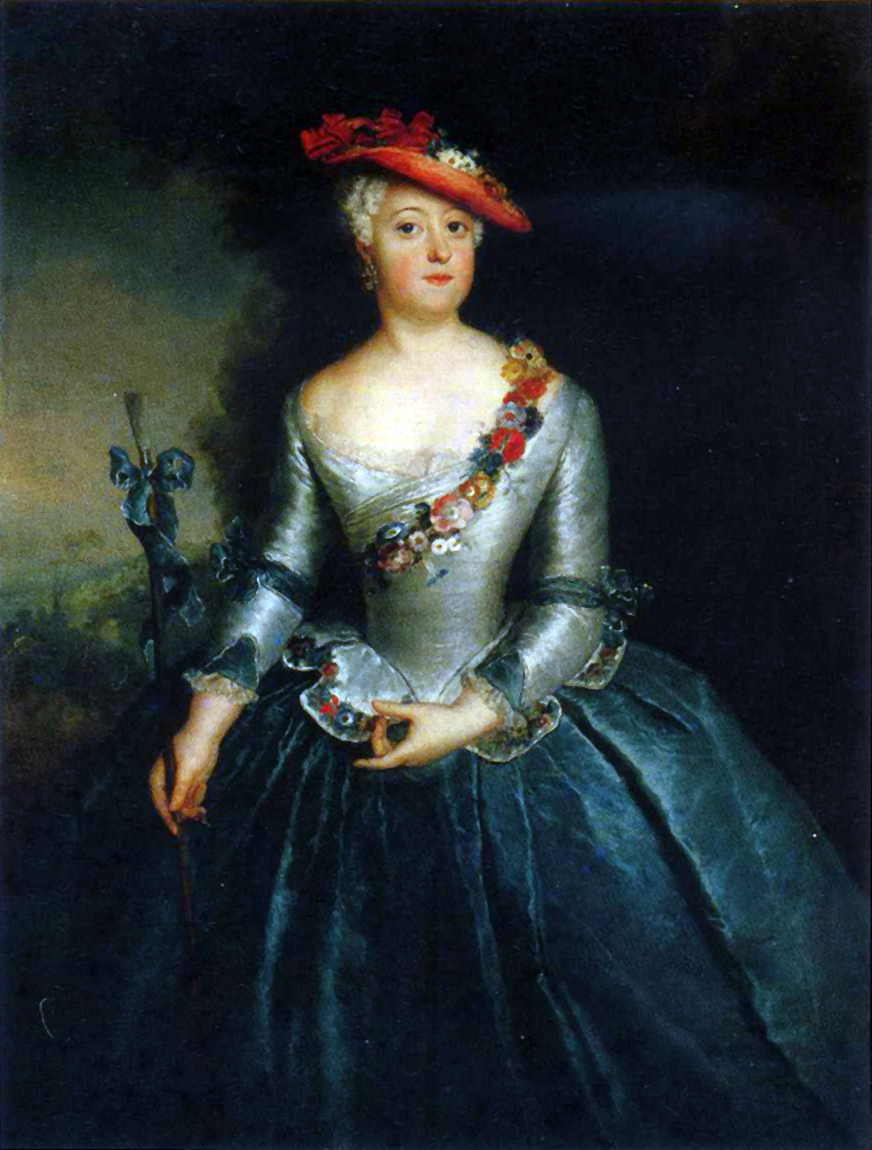
1738년의 모습
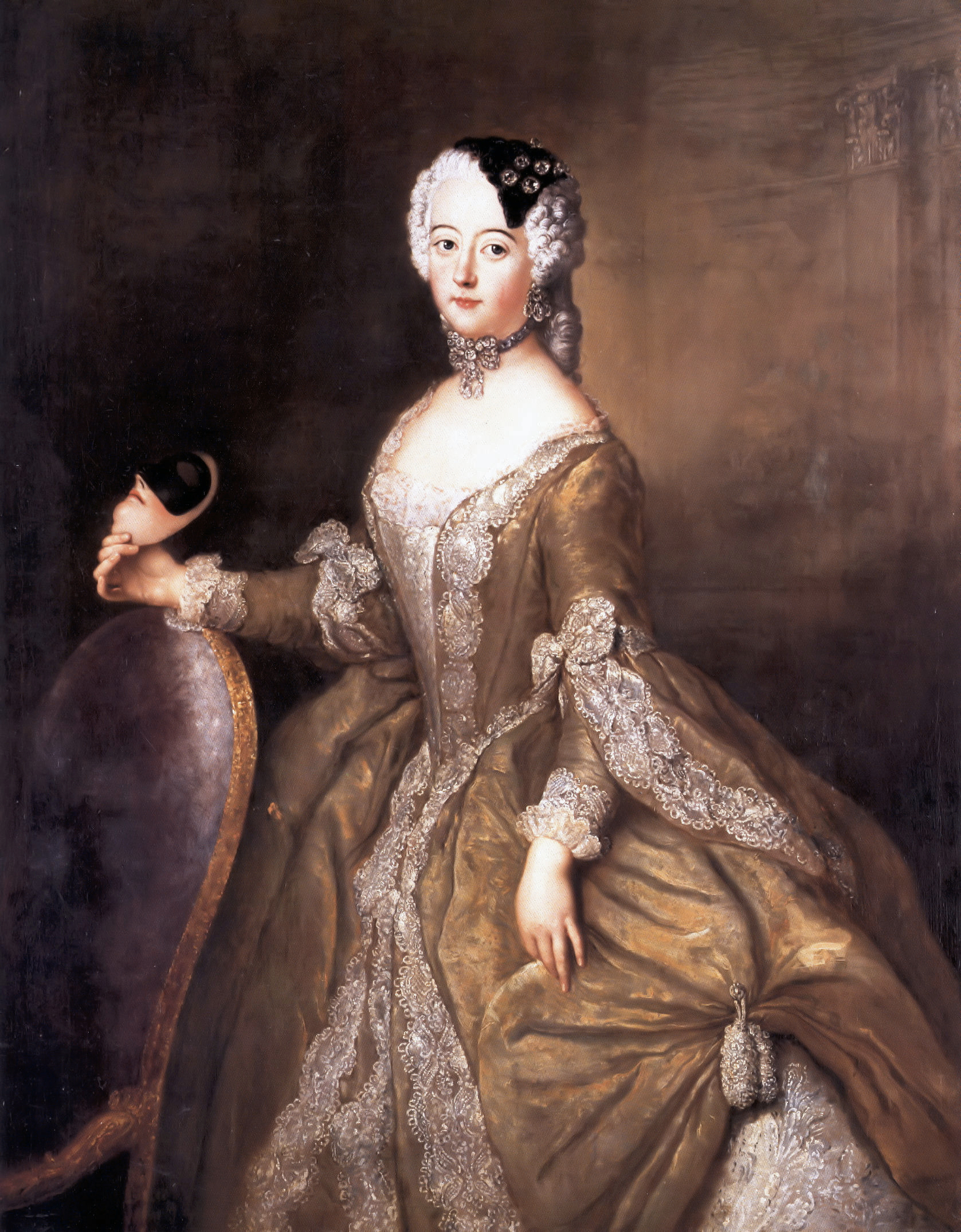
1744년의 모습
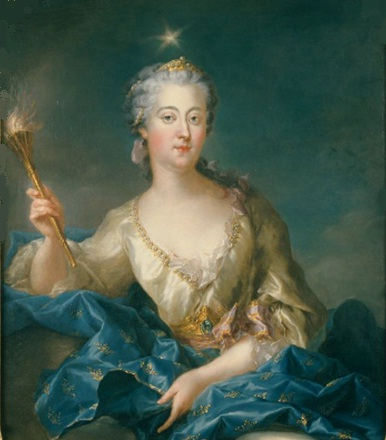
1747년의 모습
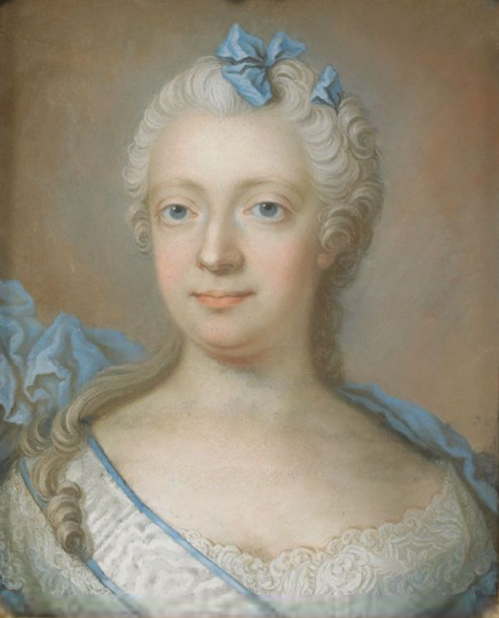
1747년의 모습
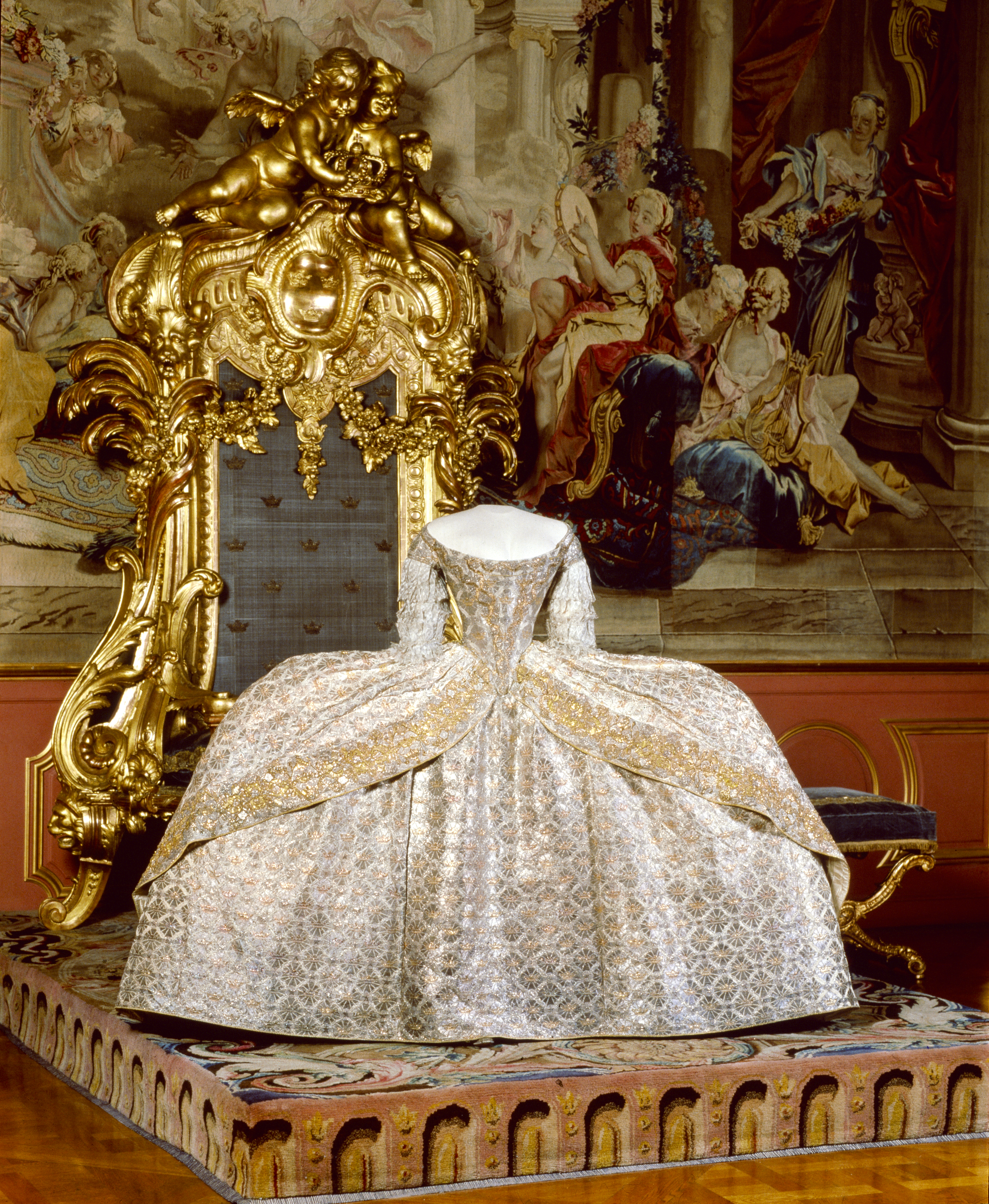
루이제 울리케의 드레스
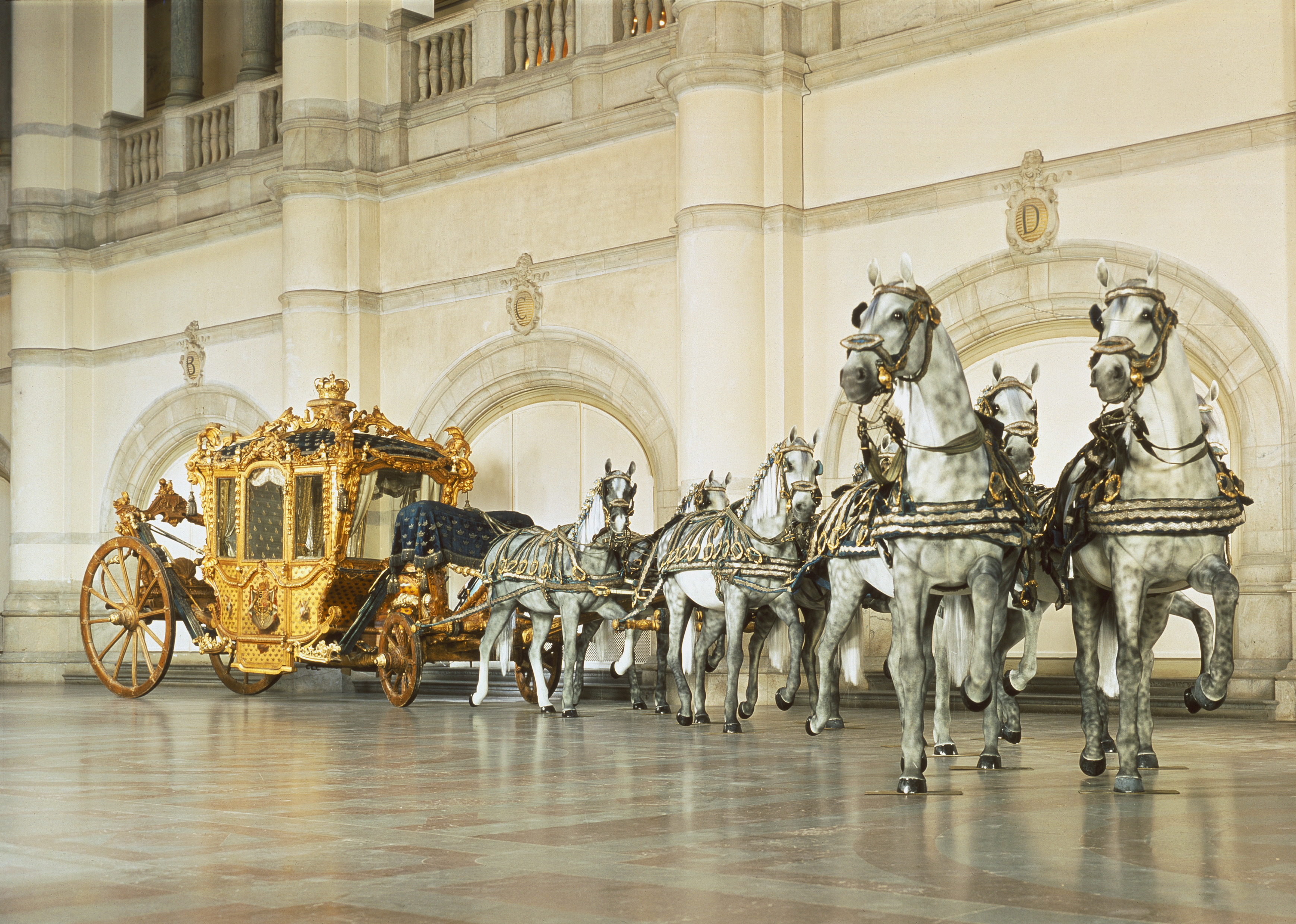
루이제 울리케의 마차
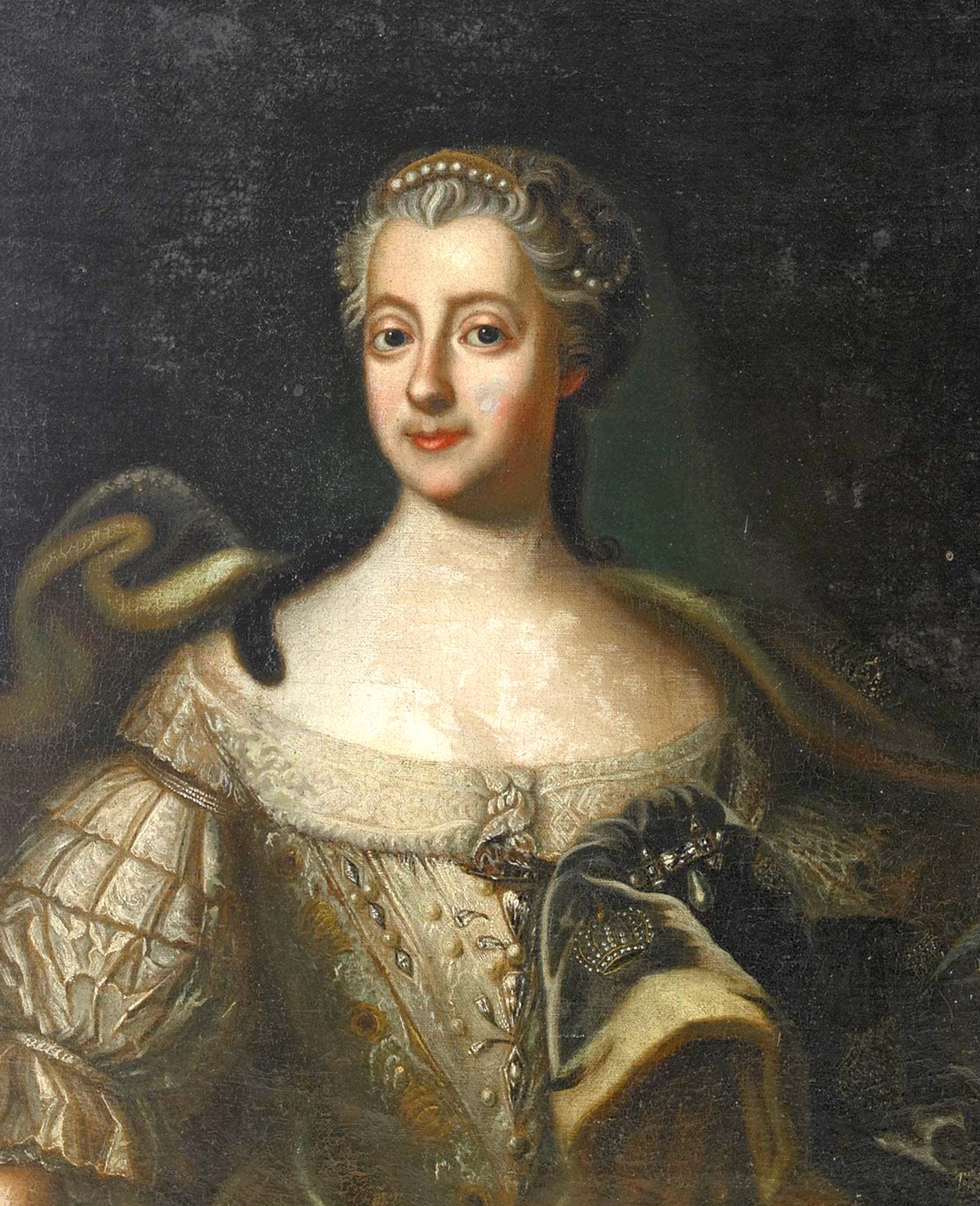
루이제 울리케
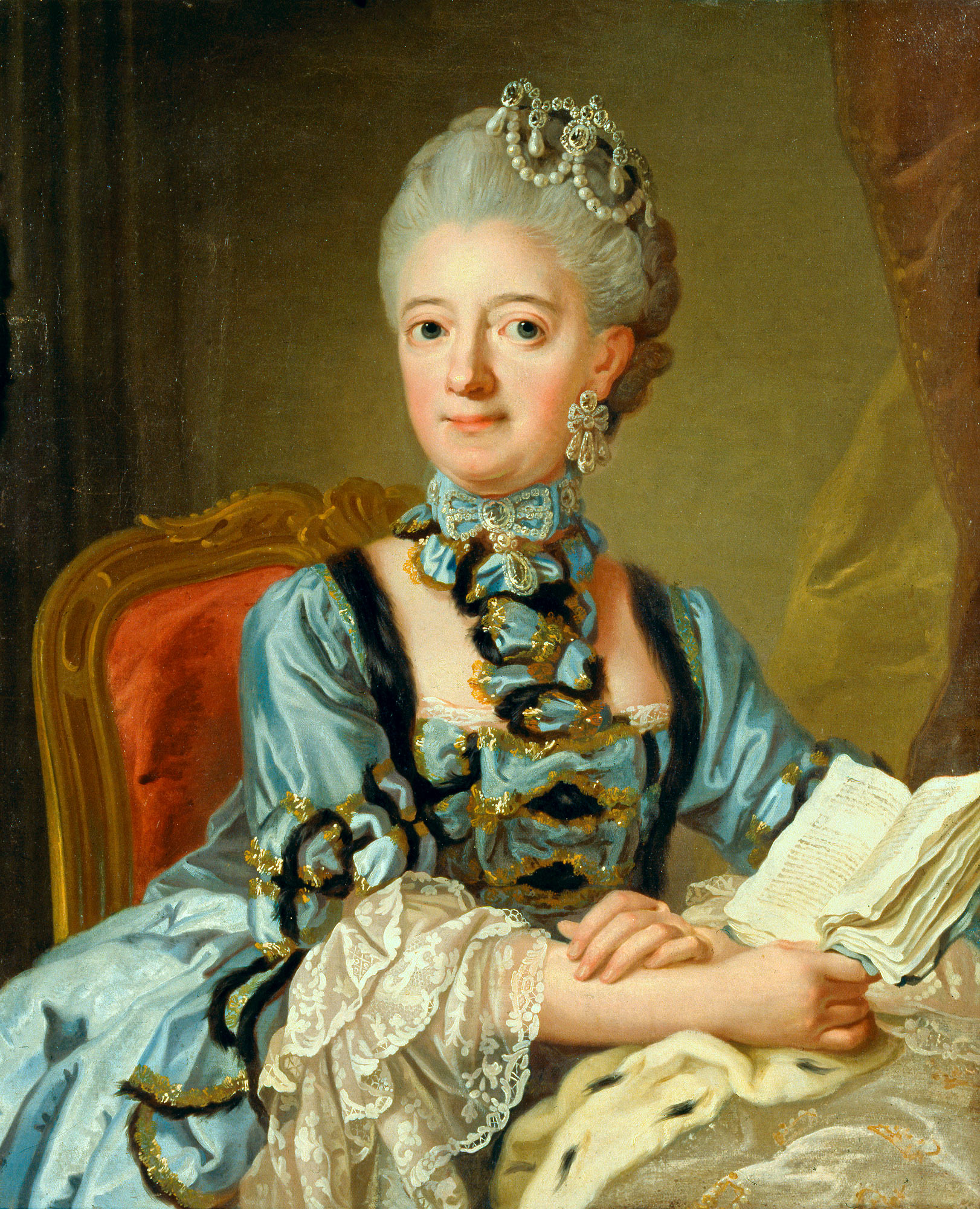
루이제 울리케
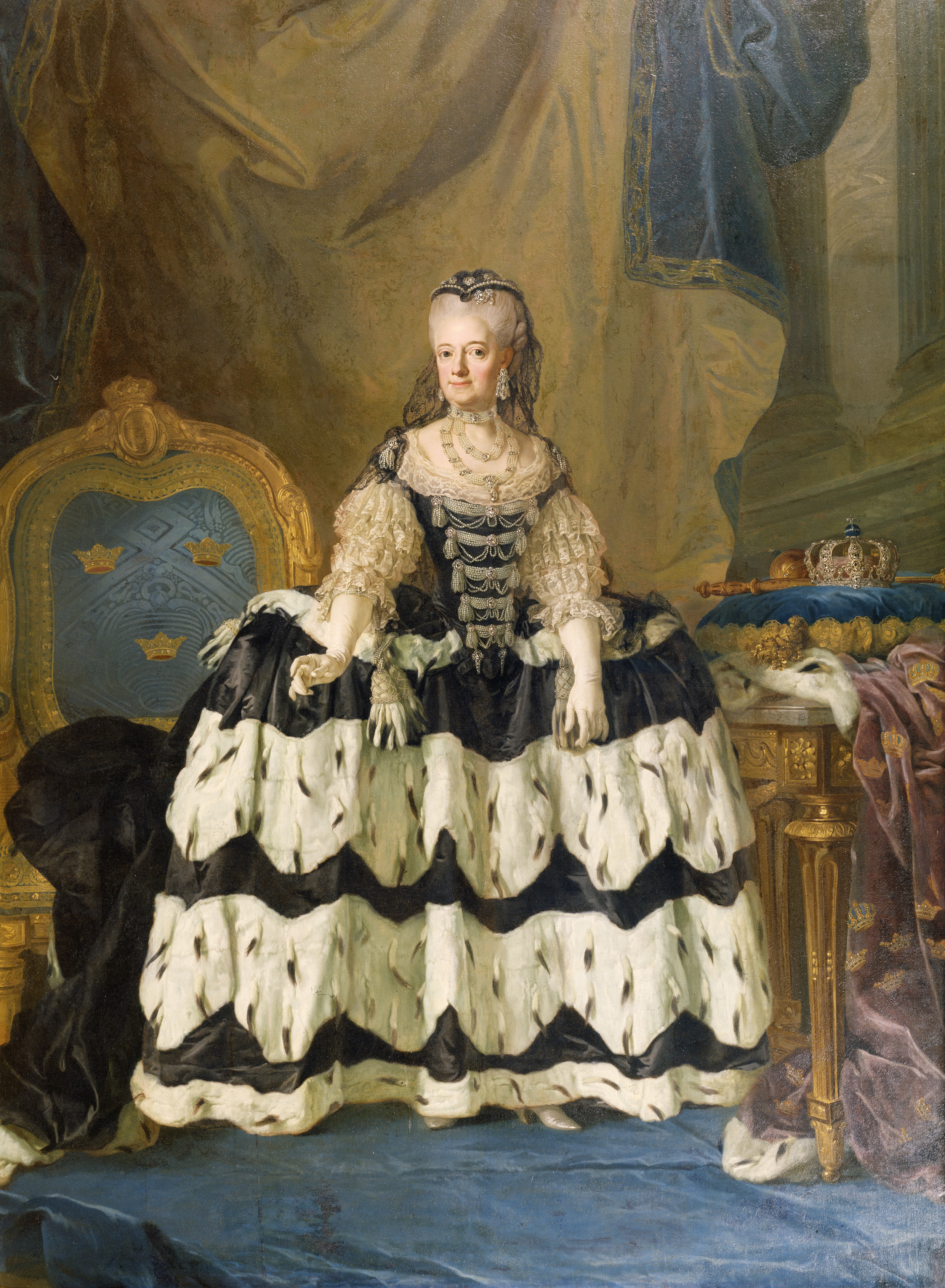
루이제 울리케
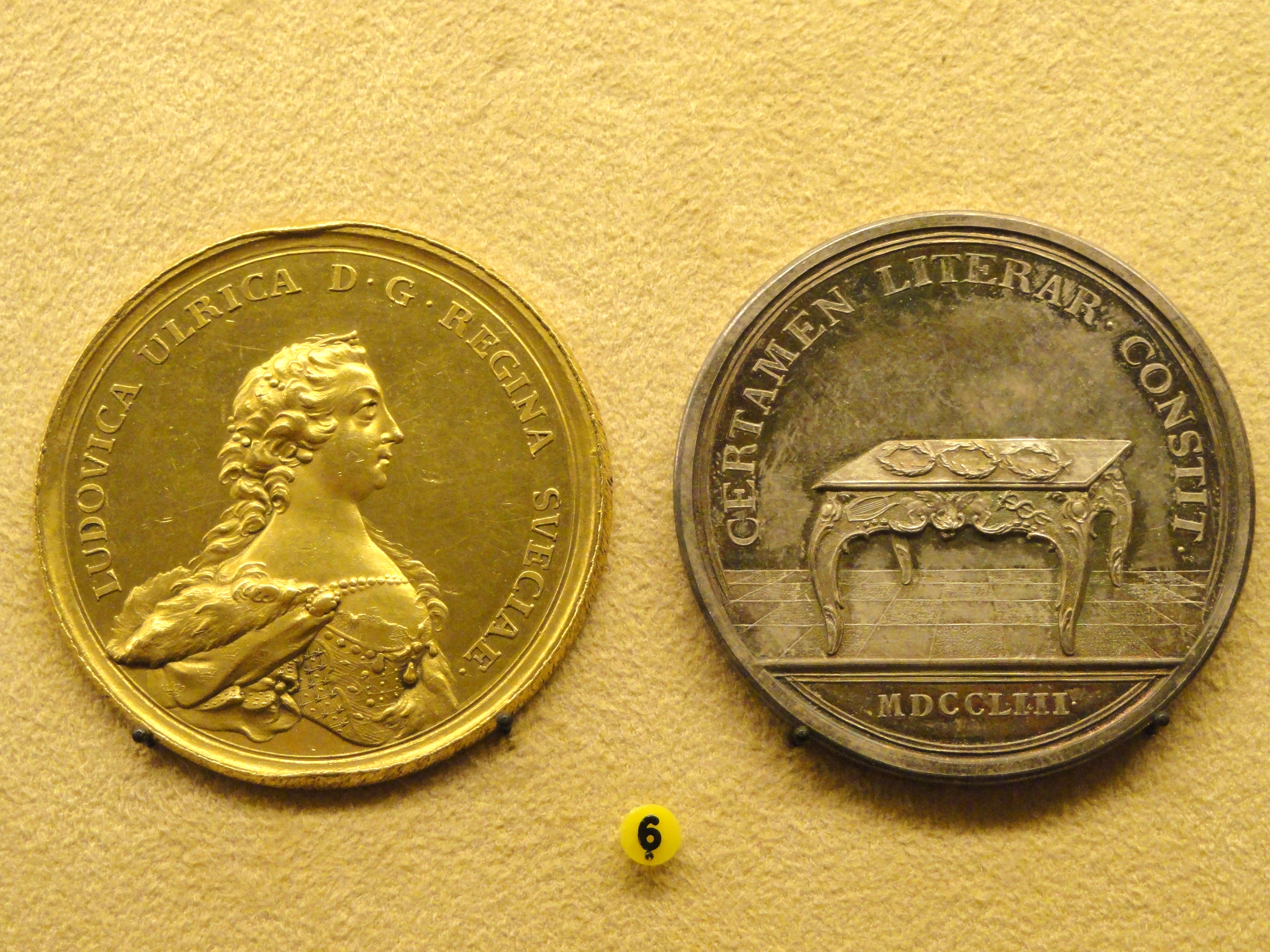
1753년의 모습이 담긴 동전
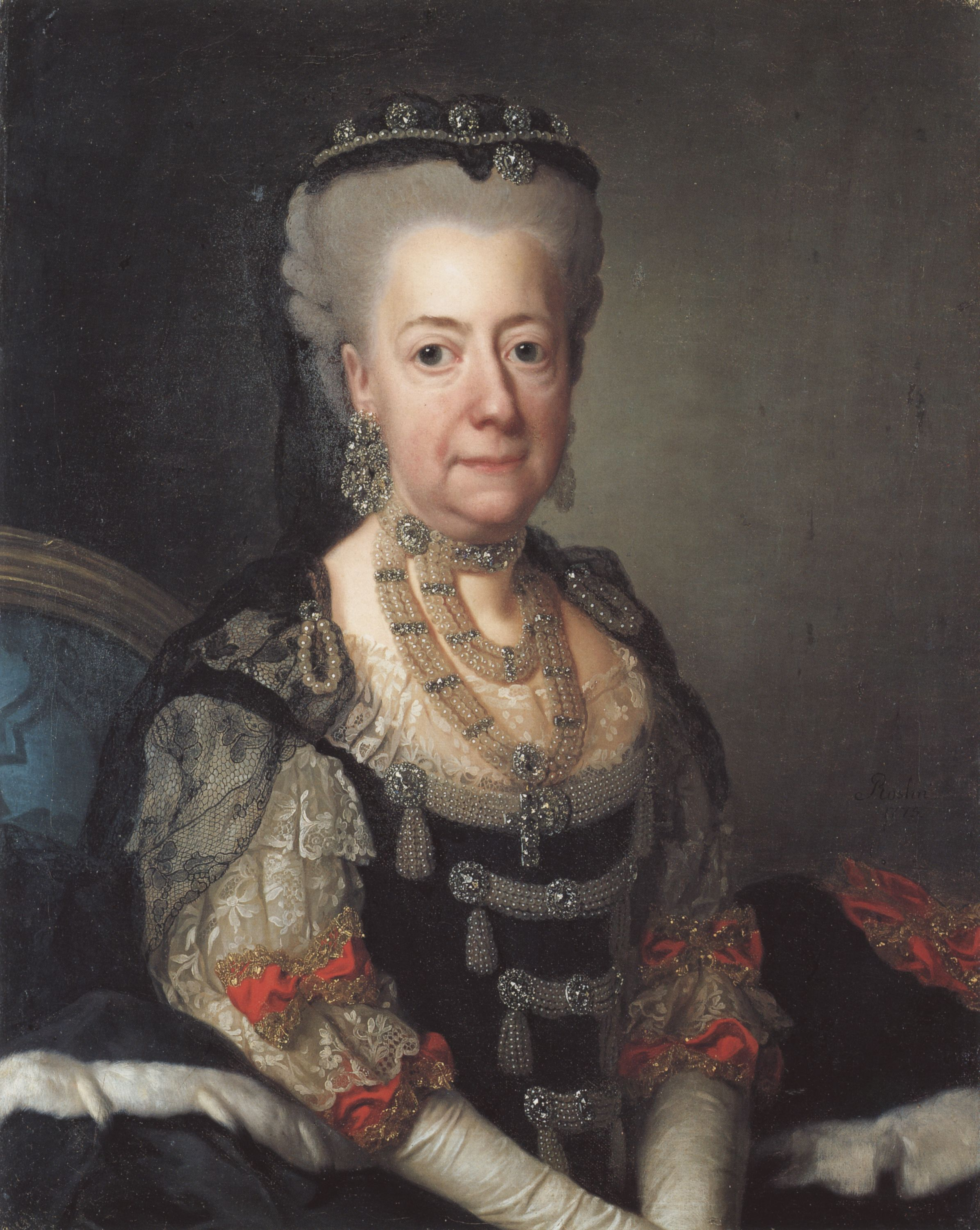
1775년의 모습
문장